# Liste der Kulturdenkmäler in Bruschied
In der Liste der Kulturdenkmäler in Bruschied sind alle Kulturdenkmäler der rheinland-pfälzischen Ortsgemeinde Bruschied aufgeführt. Grundlage ist die Denkmalliste des Landes Rheinland-Pfalz (Stand: 2. August 2023).

## Einzeldenkmäler
| Bezeichnung                        | Lage                  | Baujahr         | Beschreibung                                                                         | Bild                           |
| ---------------------------------- | --------------------- | --------------- | ------------------------------------------------------------------------------------ | ------------------------------ |
| Hofanlage                          | Oberdorf 3 Lage       | 18. Jahrhundert | Hofanlage; barockes Fachwerkhaus, teilweise massiv, 18. Jahrhundert, Fachwerkscheune | BW                             |
| Katholische Kirche St. Franz Xaver | Soonwaldstraße 1 Lage | 1892/93         | neugotischer Saalbau, 1892/93, Dombaumeister Max Meckel, Limburg                     | weitere Bilder Fotos hochladen |
| Katholische Marienkapelle          | Soonwaldstraße 8 Lage | 1699            | barocker Saalbau, 1699; Dachreiter 1854, Architekt Matthias Römer                    | weitere Bilder Fotos hochladen |